# Dude, Where's My Car?
Dude, Where's My Car? är en amerikansk science fiction-komedi från 2000. Den 27 april 2001 lanserades filmen i Sverige med region 2 och svensk text.

## Handling
Två killar i 20-årsåldern, Jesse (Ashton Kutcher) och Chester (Seann William Scott) , vaknar upp en morgon utan att minnas någonting om vad som hände kvällen innan. Det enda de vet är att deras kylskåp är fullt av efterrätt, att Jesses bil är borta och att deras flickvänner är arga för att de glömt bort att uppvakta dem. Men detta är bara början på Jesses och Chesters äventyr. Innan dagens slut får grabbarna reda på att de kvällen innan kommit över, och tappat bort, en väska full med kontanter, träffat en vacker strippa och en grupp mycket sexiga rymdkvinnor. Plötsligt inser de att de hamnat mitt i ett stjärnornas krig där universums öde står på spel.

## Rollista
- Ashton Kutcher som Jesse Montgomery III
- Seann William Scott som Chester Greenburg
- Jennifer Garner som Wanda
- Marla Sokoloff som Wilma
- Kristy Swanson som Christie Boner
- David Herman som Nelson
- Hal Sparks som Zoltan
- Charlie O'Connell som Tommy
- John Toles-Bey som Mr. Pizzacoli
- Christian Middelthon som nordisk utomjording #1
- David Bannick som nordisk utomjording #2
- Turtle som Jeff
- Bob Clendenin som Zarnoff
- Mary Lynn Rajskub som Zelmina
- Kevin Christy som Zellner
- Freda Foh Shen som röst på kinarestaurangen Chinese Foooood
- Mitzi Martin som sexig rymdkvinna i svarta kläder #1
- Nichole Hitz som sexig rymdkvinna i svarta kläder #2
- Linda Kim som sexig rymdkvinna i svarta kläder #3
- Mia Trudeau som sexig rymdkvinna i svarta kläder #4
- Kim Marie Johnson som sexig rymdkvinna i svarta kläder #5
- Jodi Ann Paterson som gigantisk sexig rymdkvinna
- Keone Young som Mr. Lee
- Fabio som sig själv
- Andy Dick som Mark
- Brent Spiner som Pierre